# 黃道亨
黃道亨（1571年—1613年），字元貞，號節吾，陝西西安府咸寧縣人，明朝政治人物。

## 生平
萬曆二十二年（1594年）甲午科陝西鄉試第三十七名舉人，二十六年（1598年）中式戊戌科會試第一百五十九名，二甲第九名進士。刑部觀政，授祁州知州，三十二年（1604年）升戶部員外郎，三十四年（1606年）山東監兌，三十五年（1607年）升郎中，宣府管糧，三十六年（1608年）出為平陽府知府，三十八年（1610年）養病，四十年（1612年）五月獲宣大總督宗濬舉薦起為大同府知府，四十一年（1613年）引疾致仕歸里，十月二十五日途經洪洞縣而卒。

## 家族
曾祖黃如籥，知縣；祖父黃鏜，府通判；父黃扆，彰德府知府。母唐氏（封安人）。慈侍下。妻孟氏。子黃運曄。從子黃運恆。